# Поњана Ларио
Поњана Ларио (итал. Pognana Lario) је насеље у Италији у округу Комо, региону Ломбардија.
Према процени из 2011. у насељу је живело 764 становника. Насеље се налази на надморској висини од 254 м.

## Становништво
Према резултатима пописа становништва 2011. у општини је живело 764 становника.
| 1931. | 1936. | 1951. | 1961. | 1971. | 1981. | 1991. | 2001. | 2011. |
| ----- | ----- | ----- | ----- | ----- | ----- | ----- | ----- | ----- |
| 930   | 913   | 932   | 972   | 928   | 853   | 858   | 901   | 764   |